# Българско хералдическо и вексилоложко общество
Българското хералдическо и вексилоложко общество (БХВО) е организация с нестопанска цел, която се занимава с издирването и развитието на българската хералдика и вексилология. Основана е на 14 декември 2004 година в София от група съмишленици. Целите на БХВО са създаване на мрежа от изследователи, художници, любители и потребители на хералдиката и вексилологията и популяризирането на досегашните български достижения и международния опит в двете области.

## Дейност
Въпреки че БХВО е все още млада организация, резултат от дейността ѝ е приемането на герб на община Куклен, изработен от членове на сдружението. Със свои проекти за гербове на градове и общини БХВО или нейни членове са участвали в конкурса за герб на община Казанлък, Силистра, Шипка и Раковски. През 2006 година изследователите от БХВО успяват да коригират много от неправилните идентификации, правени в българската хералдика, както и да открият неизвестни за българската наука гербове на България в западноевропейски гербовници – като най-стария герб на България, откриван дотогава, е на „краля“ на България от гербовника на Лорд Маршал, датиращ от 1295 г. ; герб на България от книгата „Знаци и гербове“ на Янез В. Валвасор, датираща от 1688 г., а също и гербовете от Гелдренския гербовник и др. БХВО издава специализирано периодично издание за хералдика и вексилология „Херолд“.